# Ghost in the Shell: S.A.C. 2nd GIG
Ghost in the Shell: S.A.C. 2nd GIG (攻殻機動隊 S.A.C. 2nd GIG Kōkaku Kidōtai Sutando Arōn Konpurekkusu Sekando Gigu) är en japansk anime-serie som visades för första gången i Japan mellan år 2004 och 2005. Serien är baserad på mangan vid namn Ghost in the Shell av japanen Masamune Shirow. Serien består av 26 avsnitt och är säsong två av Ghost in the Shell: Stand Alone Complex. Serien blev senare en OVA med namnet Individual Eleven. Serien och Individual Eleven regisserades av Kenji Kamiyama, som även stod för manus, och producerades av Production I.G. 

## Handling
Serien utspelar sig två år efter Ghost in the Shell: Stand Alone Complex och Sektion 9 arbetar åter som poliser. Huvudpersonerna möter under seriens gång flyktingar, korruption inom polisen och terrorist-gruppen Individual Eleven.   